# Sud de l'Amapá
La mésorégion du Sud de l'Amapá est une des deux mésorégions de l'État de l'Amapá. Elle est formée de deux microrégions. Elle fait frontière avec la Guyane française et le Suriname.

## Microrégions[1]
- Macapá
- Mazagão

## Mésorégions limitrophes
- Nord de l'Amapá
- Bas Amazonas (Pará)
- Marajó (Pará)